# Sermoise
Cet article concerne la commune de Sermoise dans l'Aisne. Pour celle de Sermoise dans la Nièvre, voir Sermoise-sur-Loire.
Sermoise est une commune française située dans le département de l'Aisne, en région Hauts-de-France.

## Géographie

### Communes limitrophes
|     | Missy-sur-Aisne | Condé-sur-Aisne |
| Acy | Sermoise        | Chassemy        |
|     | Ciry-Salsogne   |                 |

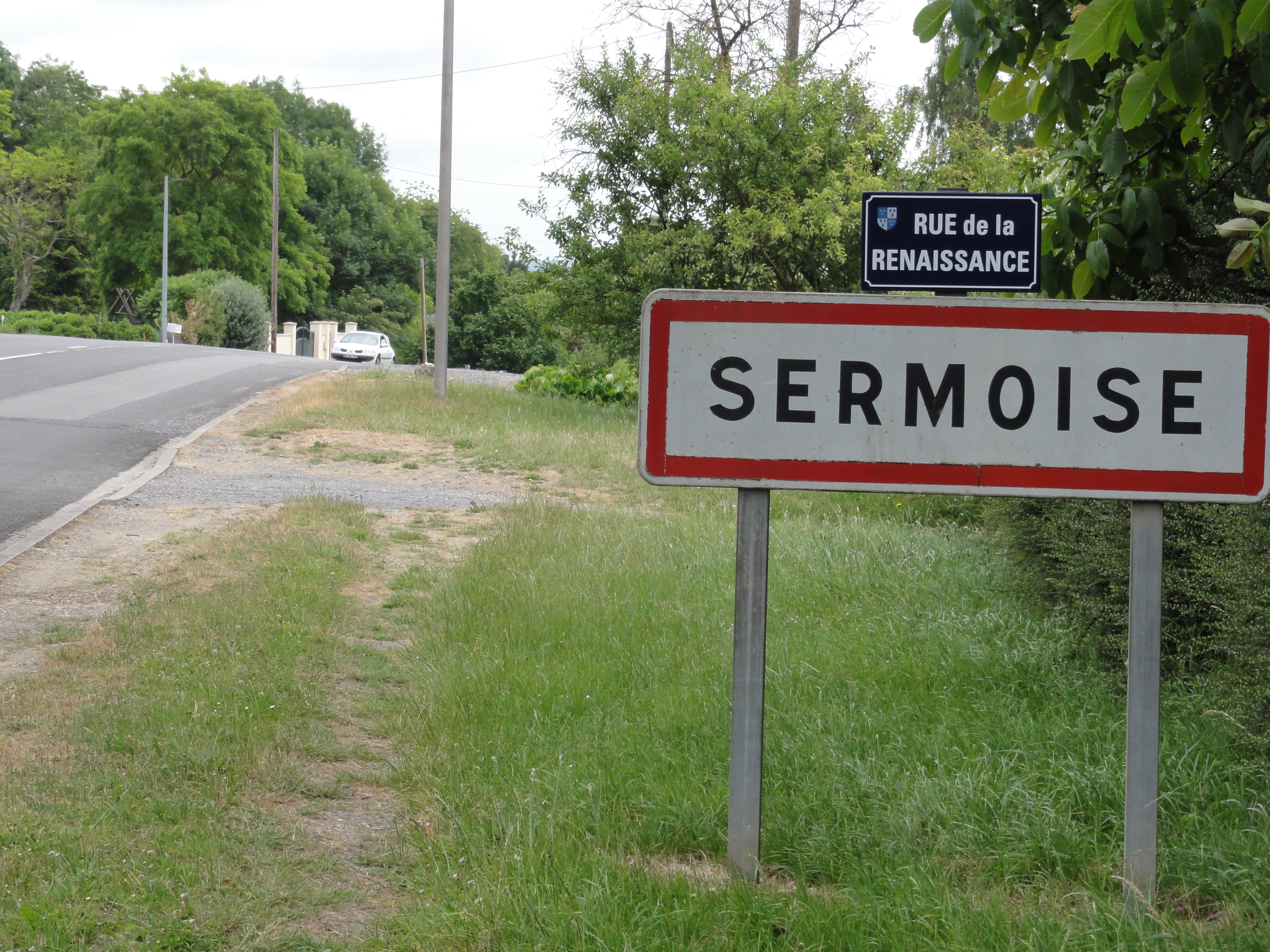
Entrée de Sermoise.
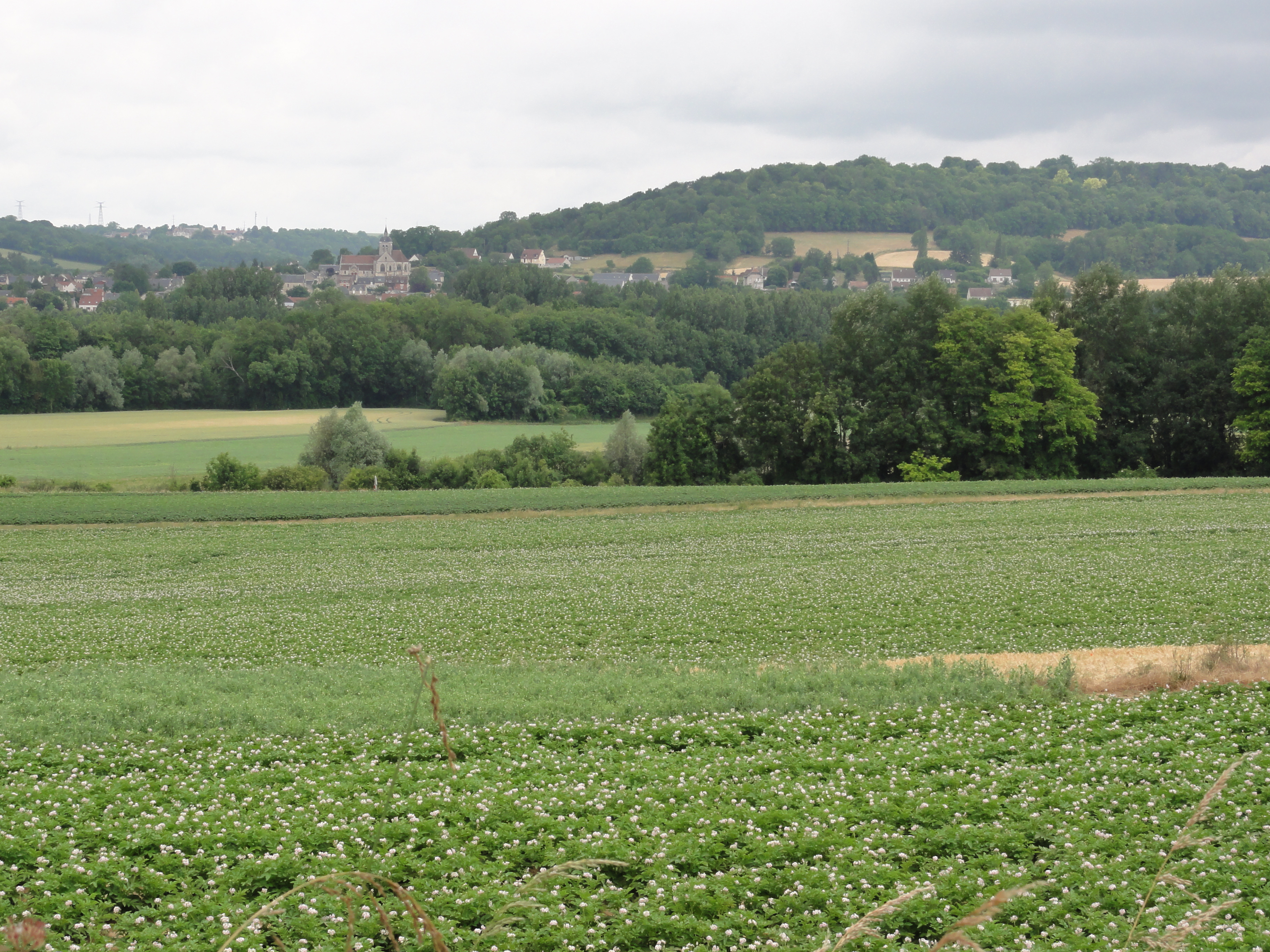
Vue sur la vallée de l'Aisne avec au loin Missy-sur-Aisne.
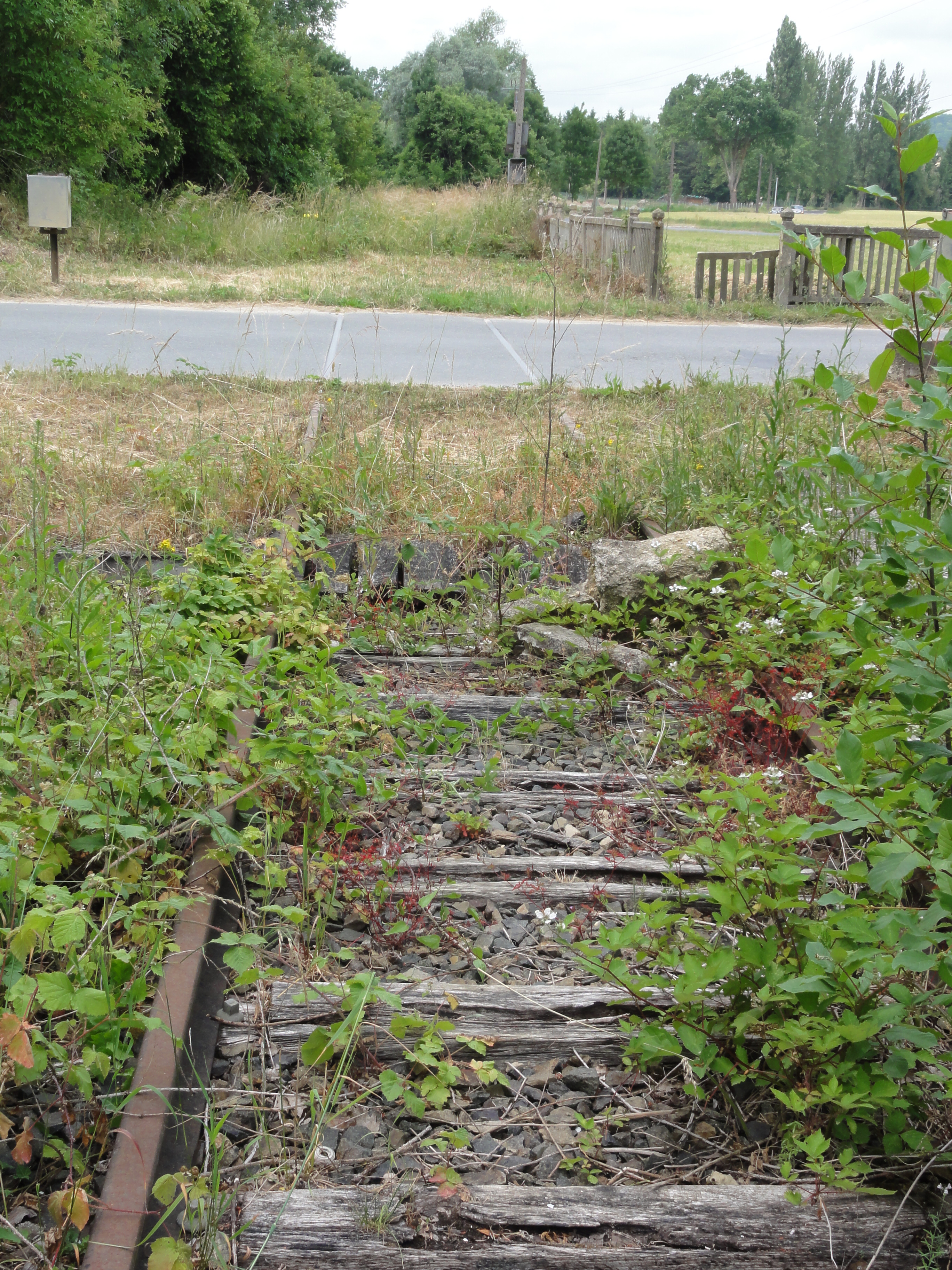
L'ancienne voie ferrée, croisant la D 101.

### Hydrographie
La commune est située dans le bassin Seine-Normandie. Elle est drainée par l'Aisne,.
L'Aisne est un  cours d'eau naturel navigable de 256 km de longueur, traversant les cinq départements Meuse, Marne, Ardennes, Aisne, Oise. Elle est un affluent de rive gauche de l'Oise, ce qui fait d'elle un sous-affluent de la Seine.

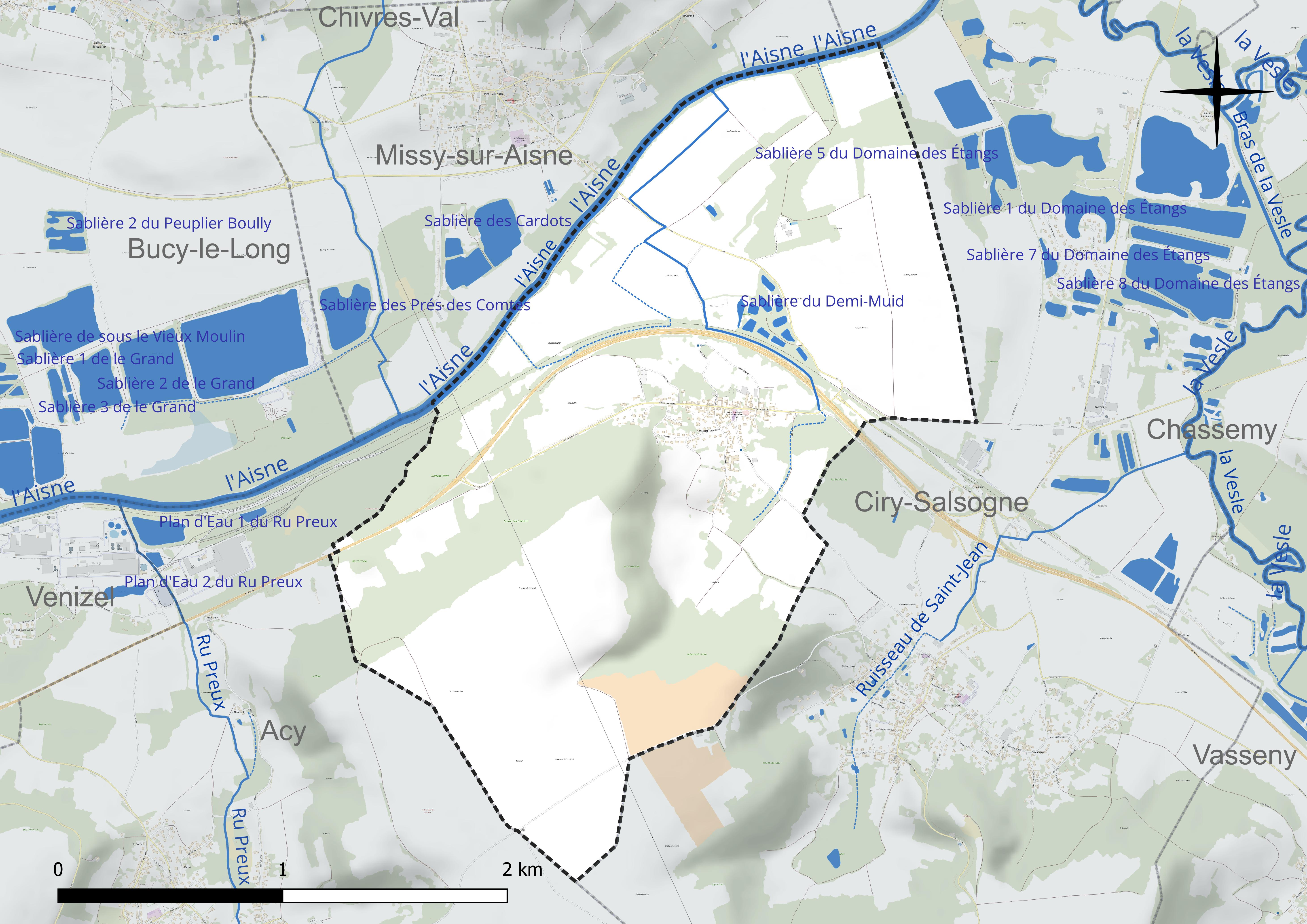
Réseau hydrographique de Sermoise.

Un plan d'eau complète le réseau hydrographique : la sablière du Demi-Muid (2 ha),.

### Climat
Pour des articles plus généraux, voir Climat des Hauts-de-France et Climat de l'Aisne.
En 2010, le climat de la commune est de type climat océanique dégradé des plaines du Centre et du Nord, selon une étude du CNRS s'appuyant sur une série de données couvrant la période 1971-2000. En 2020, Météo-France publie une typologie des climats de la France métropolitaine dans laquelle la commune est exposée à un climat océanique altéré et est dans la région climatique Nord-est du bassin Parisien, caractérisée par un ensoleillement médiocre, une pluviométrie moyenne régulièrement répartie au cours de l'année et un hiver froid (3 °C).
Pour la période 1971-2000, la température annuelle moyenne est de 10,4 °C, avec une amplitude thermique annuelle de 15,3 °C. Le cumul annuel moyen de précipitations est de 679 mm, avec 12,1 jours de précipitations en janvier et 8,4 jours en juillet. Pour la période 1991-2020, la température moyenne annuelle observée sur la station météorologique la plus proche, située sur la commune de Braine à 7 km à vol d'oiseau, est de 11,3 °C et le cumul annuel moyen de précipitations est de 662,7 mm,. Pour l'avenir, les paramètres climatiques de la commune estimés pour 2050 selon différents scénarios d'émission de gaz à effet de serre sont consultables sur un site dédié publié par Météo-France en novembre 2022.

## Urbanisme

### Typologie
Au 1er janvier 2024, Sermoise est catégorisée commune rurale à habitat dispersé, selon la nouvelle grille communale de densité à 7 niveaux définie par l'Insee en 2022.
Elle est située hors unité urbaine. Par ailleurs la commune fait partie de l'aire d'attraction de Soissons, dont elle est une commune de la couronne,. Cette aire, qui regroupe 92 communes, est catégorisée dans les aires de 50 000 à moins de 200 000 habitants,.

### Occupation des sols
L'occupation des sols de la commune, telle qu'elle ressort de la base de données européenne d'occupation biophysique des sols Corine Land Cover (CLC), est marquée par l'importance des territoires agricoles (68,8 % en 2018), une proportion sensiblement équivalente à celle de 1990 (68,3 %). La répartition détaillée en 2018 est la suivante : 
terres arables (65,3 %), forêts (26,6 %), zones urbanisées (4,6 %), prairies (3,5 %).
L'évolution de l'occupation des sols de la commune et de ses infrastructures peut être observée sur les différentes représentations cartographiques du territoire : la carte de Cassini (XVIIIe siècle), la carte d'état-major (1820-1866) et les cartes ou photos aériennes de l'IGN pour la période actuelle (1950 à aujourd'hui).

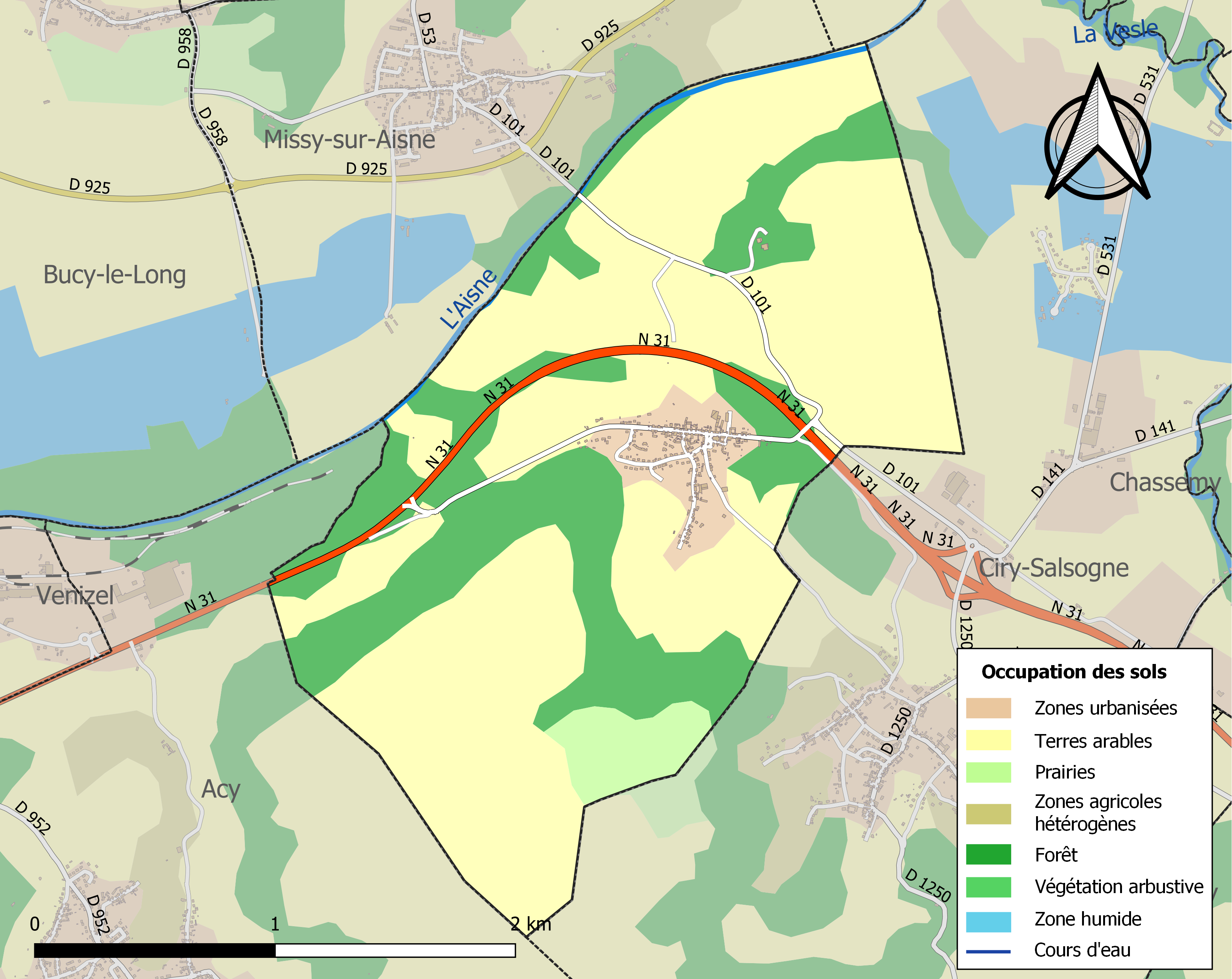
Carte de l'occupation des sols de la commune en 2018 (CLC).

## Toponymie
Le nom de la localité est attesté sous les formes Sarmasia (1223) ; Sarmeyse (1237) ; Sermaise (1267) ; Sarmesia (1278) ; Sarmaises (1348) ; Cermaise (1364) ; Sermaises (1398) ; Sermoises (1464) ; Cermoise (1622).
Son nom vient de Sarmatia, nom d'une tribu, les Sarmates, dont des membres ont été installés en ce lieu au IVe ou Ve siècle comme auxiliaires de l'armée romaine (Cf. notitia dignitatum).

## Politique et administration

### Découpage territorial
La commune de Sermoise est membre de l'intercommunalité GrandSoissons Agglomération, un établissement public de coopération intercommunale (EPCI) à fiscalité propre créé le 29 décembre 1999 dont le siège est à Cuffies. Ce dernier est par ailleurs membre d'autres groupements intercommunaux.
Sur le plan administratif, elle est rattachée à l'arrondissement de Soissons, au département de l'Aisne et à la région Hauts-de-France. Sur le plan électoral, elle dépend du  canton de Soissons-2 pour l'élection des conseillers départementaux, depuis le redécoupage cantonal de 2014 entré en vigueur en 2015, et de la cinquième circonscription de l'Aisne  pour les élections législatives, depuis le dernier découpage électoral de 2010.

### Administration municipale
| Période                                  | Période                       | Identité        | Étiquette | Qualité                                |
| ---------------------------------------- | ----------------------------- | --------------- | --------- | -------------------------------------- |
| avant 1874                               | 1875                          | Thinot          |           |                                        |
| Les données manquantes sont à compléter. |                               |                 |           |                                        |
| mars 1983                                | mars 1989                     | Simon Lemaire   |           |                                        |
| mars 1989                                | avril 2014                    | Monique Chalmin |           |                                        |
| avril 2014                               | En cours (au 28 juillet 2020) | Patrick Dufour  | DVD       | Artisan Réélu pour le mandat 2020-2026 |

## Démographie
L'évolution du nombre d'habitants est connue à travers les recensements de la population effectués dans la commune depuis 1793. Pour les communes de moins de 10 000 habitants, une enquête de recensement portant sur toute la population est réalisée tous les cinq ans, les populations de référence des années intermédiaires étant quant à elles estimées par interpolation ou extrapolation. Pour la commune, le premier recensement exhaustif entrant dans le cadre du nouveau dispositif a été réalisé en 2007.

En 2022, la commune comptait 347 habitants, en évolution de +0,87 % par rapport à 2016 (Aisne : −1,97 %, France hors Mayotte : +2,11 %).
| 1793 | 1800 | 1806 | 1821 | 1831 | 1836 | 1841 | 1846 | 1851 |
| ---- | ---- | ---- | ---- | ---- | ---- | ---- | ---- | ---- |
| 335  | 368  | 369  | 387  | 366  | 364  | 421  | 408  | 419  |

| 1856 | 1861 | 1866 | 1872 | 1876 | 1881 | 1886 | 1891 | 1896 |
| ---- | ---- | ---- | ---- | ---- | ---- | ---- | ---- | ---- |
| 352  | 348  | 320  | 286  | 290  | 281  | 312  | 321  | 343  |

| 1901 | 1906 | 1911 | 1921 | 1926 | 1931 | 1936 | 1946 | 1954 |
| ---- | ---- | ---- | ---- | ---- | ---- | ---- | ---- | ---- |
| 324  | 315  | 275  | 185  | 238  | 245  | 237  | 199  | 229  |

| 1962 | 1968 | 1975 | 1982 | 1990 | 1999 | 2006 | 2007 | 2012 |
| ---- | ---- | ---- | ---- | ---- | ---- | ---- | ---- | ---- |
| 288  | 302  | 289  | 300  | 361  | 341  | 319  | 315  | 339  |

| 2017 | 2022 | - | - | - | - | - | - | - |
| ---- | ---- | - | - | - | - | - | - | - |
| 349  | 347  | - | - | - | - | - | - | - |

## Lieux et monuments
- Église Saint-Rémi de Sermoise.
- Monument aux morts, avec en plus une plaque commémorant les 32 soldats morts le 7 juin 1940.

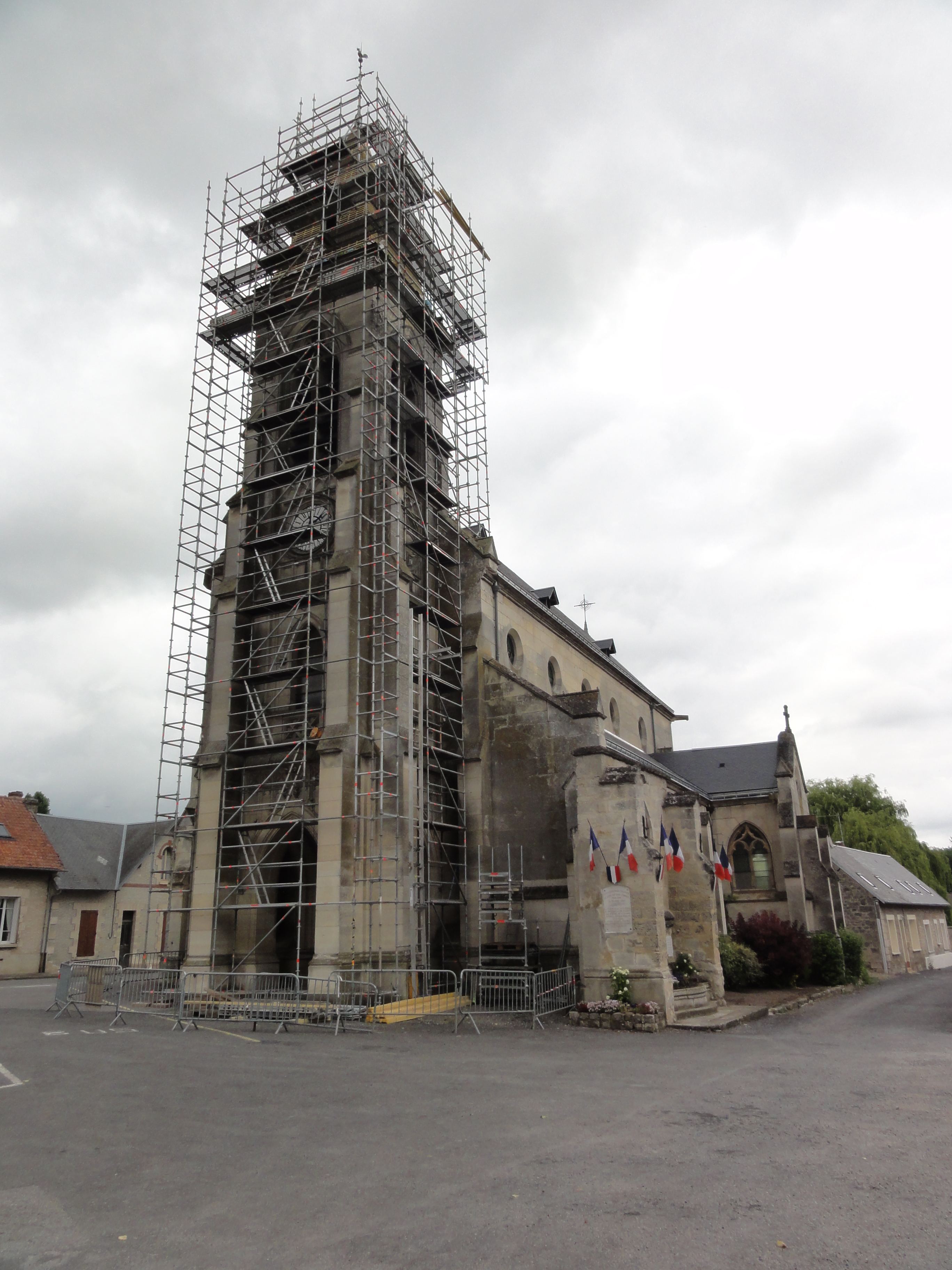
Église Saint-Rémi en restauration, juin 2015.
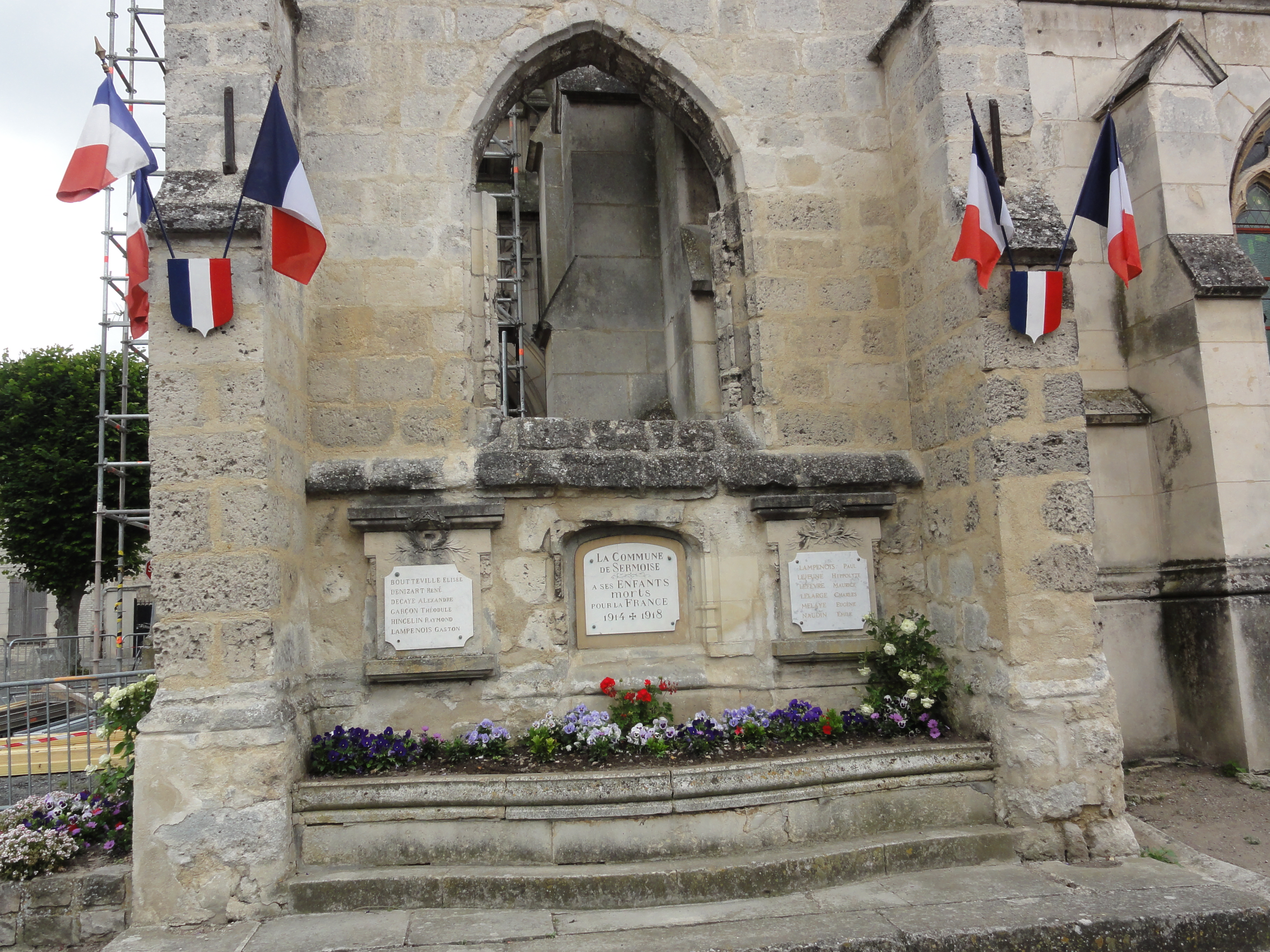
Monument aux morts, vue  de face.
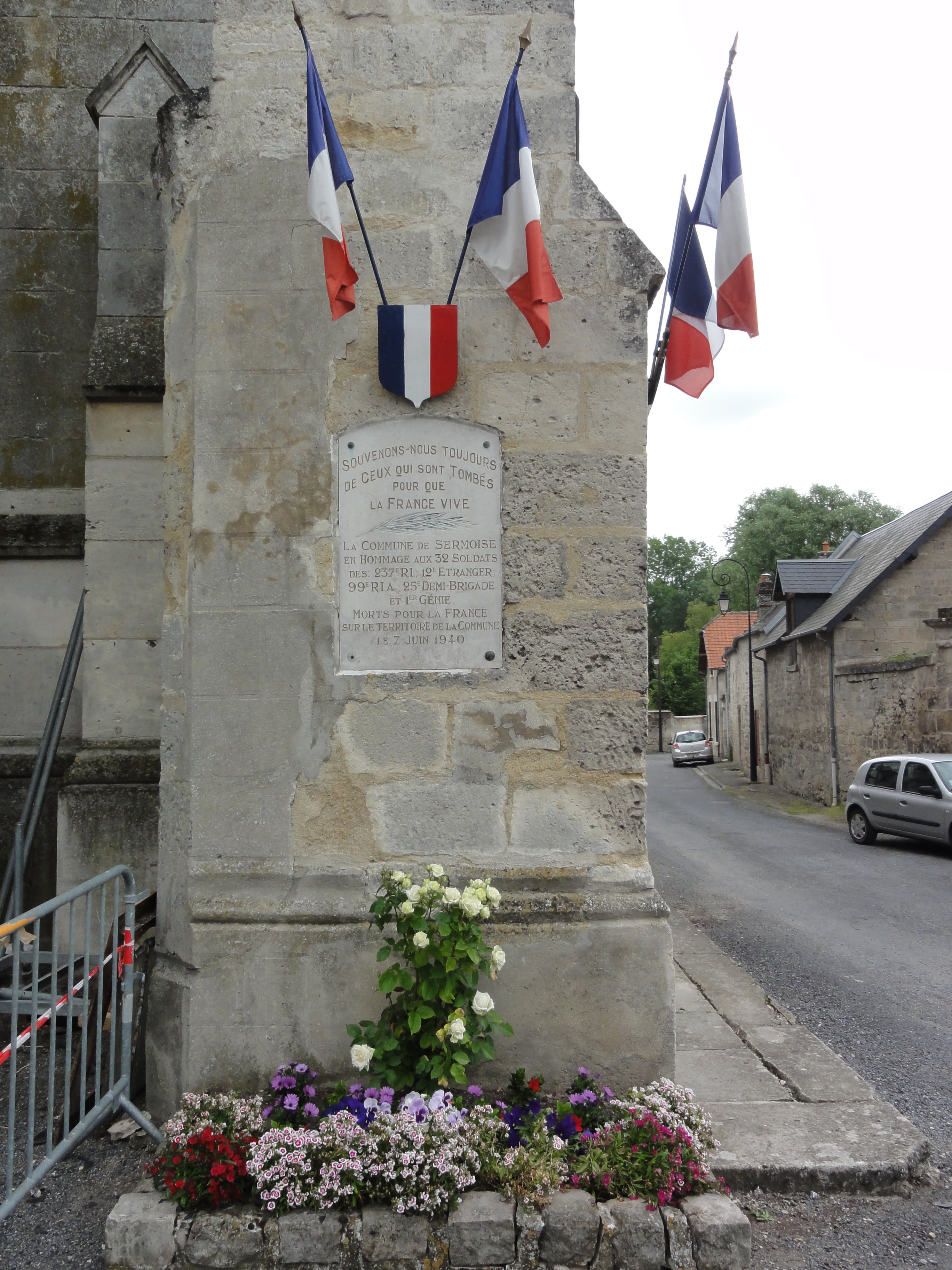
Monument aux morts, vue latérale, plaque commémorant les 32 soldats.